# Allegri vagabondi (film 1940)
Allegri vagabondi (Die lustigen Vagabunden) è un film del 1940 diretto da Jürgen von Alten. Commedia di genere musicale, il soggetto del film si basa su un romanzo di Franz Rauch.

## Produzione
Il film fu prodotto dalla Cine-Allianz Tonfilmproduktions GmbH con il titolo di lavorazione Frühlingssymphonie.

## Distribuzione
Il film ottenne il visto di censura l'11 settembre 1940.
Nei diversi Länder, il film venne distribuito regionalmente da differenti case di distribuzione: nella zona di Berlino, Amburgo e Düsseldorf, dalla Adler-Film; in quella di Lipsia, dalla Mitteldeutsche Union-Tonfilm; a Monaco, dalla Kopp-Filmverleih. La distribuzione austriaca, fu affidata alla Südostdeutscher Filmverleih.